# Орлова, Галина Сергеевна
Галина Сергеевна Орлова — советский хозяйственный, государственный и политический деятель.

## Биография
Родилась в 1917 году в Камышлове. Член ВКП(б).
С 1936 года - на хозяйственной, общественной и политической работе. В 1936-1978 гг. — младший агроном Шелеховской машинно-тракторной станции Тайшетского района, старший агроном и агроном-плановик этой же МТС, председатель Шелеховского сельского Совета, инструктор горкома партии, инспектор по закупке сельскохозяйственных продуктов, заместитель председателя Тайшетского райисполкома, председатель колхоза «Путь к коммунизму» Тайшетского района Иркутской области.
Избиралась депутатом Верховного Совета СССР 8-го и 9-го созывов.
Умерла после 1980 года. 